# Heinrich Müller-Jelmoli
Heinrich Müller-Jelmoli (* 17. März 1844 in Winterthur; † 23. Juli 1935 in Zürich) war ein Schweizer Versicherungsmanager und Schriftsteller.

## Leben und Werk
Heinrich Müller-Jelmoli war ein Sohn des Johann Jakob Müller und dessen Frau Louise, geborene Frey (1809–1858). Von 1856 bis 1858 war er Mitglied des Kadettencorps Winterthur.
Heinrich Müller-Jelmoli besuchte von 1859 bis 1861 die kaufmännische Abteilung der Industrieschule in Winterthur, später die kantonale Handelsschule in Zürich. Anschliessend hielt er sich für ein halbes Jahr in Marseille auf. 1866 unternahm er eine zweimonatige Reise, die ihn nach Syrien, Smyrna, Konstantinopel und Wien führte. Seine Reiseerlebnisse hielt er in zahlreichen Berichten fest. Ab 1871 war er Mitglied des Schweizerischen Alpenclubs.
Müller-Jelmoli gründete mit einem Geschäftspartner in Indien ein Baumwollhandelsgeschäft, das sie jedoch 1875 liquidieren mussten. 1878 wurde er von Carl Abegg-Arter mit der Leitung der 1872 gegründeten Zürich Versicherung betraut und brachte es in kurzer Zeit bis zum Generaldirektor. Von 1900 bis 1922 war er Mitglied des Verwaltungsrats, ab 1915 deren Präsident und späterer Ehrenpräsident. 1903 malte Léon Bonnat ein Ganzfigurporträt von Müller-Jelmoli, das später nebst andern Präsidentenbildern das Verwaltungszimmer der Zürich Versicherung schmückte.
Heinrich Müller-Jelmoli fand seine letzte Ruhestätte auf dem Friedhof Rehalp in Zürich.

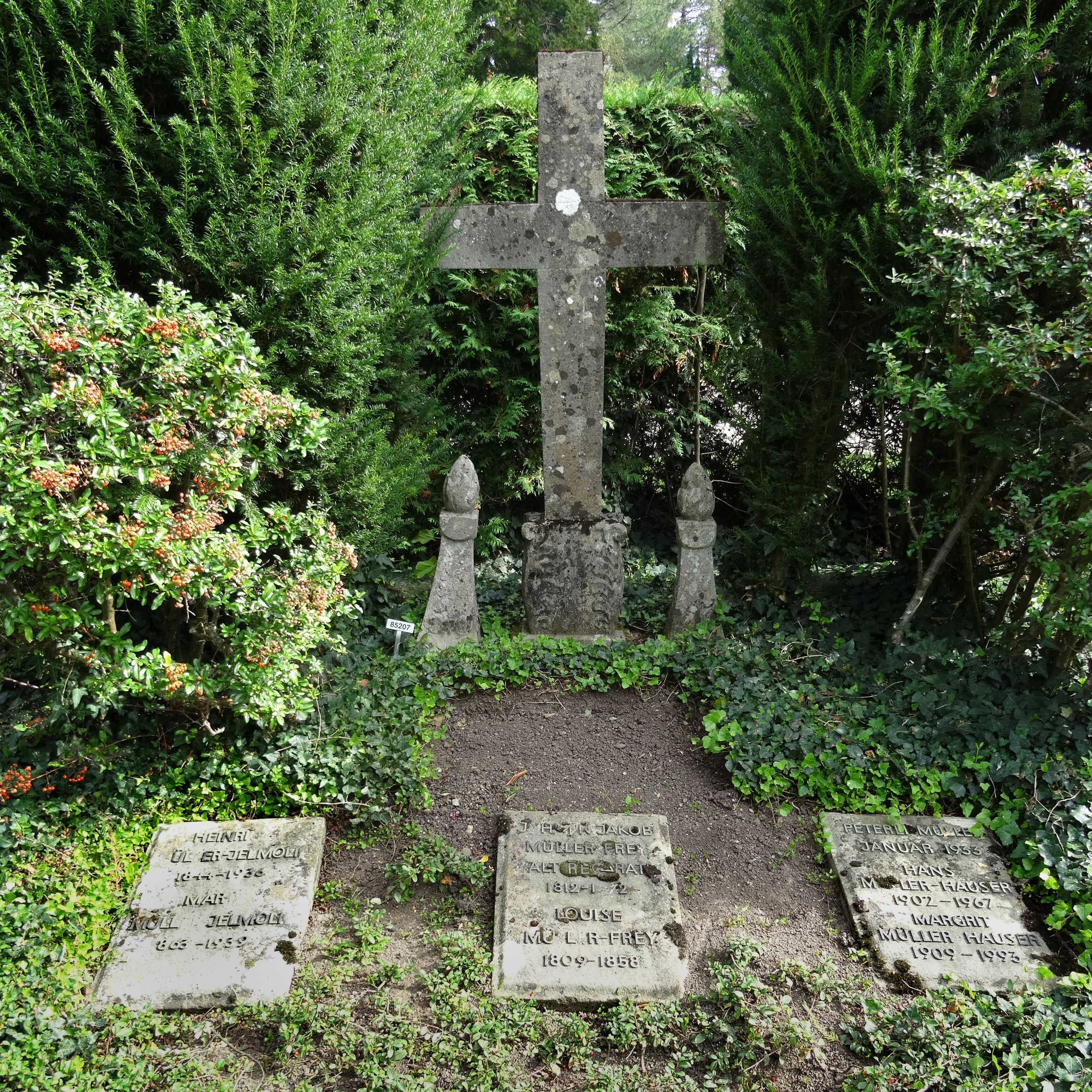
Familiengrab, Friedhof Rehalp, Zürich

## Familie
Müller-Jelmoli heiratete 1887 Maria Philippina Elisabeth, geborene Jelmoli (* 29. Juni 1863; † 1939). Sie war eine Tochter des aus Toceno stammenden Franz Jelmoli (* 8. November 1851 in Zürich; † 2. März 1928 ebenda). Dieser war Kaufmann und Gründer der Firma Aktiengesellschaft für Verkauf & Versand von Manufakturwaren Franz Jelmoli in Zürich. 1863 liess sich die Familie in Zürich einbürgern.
Die gemeinsamen Kinder von Müller-Jelmoli waren die Tochter Elisabeth, Robert (1900–1972) und der spätere Forstingenieur, Forstmeister und Autor Hans Müller-Hauser (1902–1967).